# Cololejeunea peraffinis
Cololejeunea peraffinis là một loài Rêu trong họ Lejeuneaceae. Loài này được (Schiffner) Schiffner mô tả khoa học đầu tiên năm 1898.